# Zapus
Zapus é um gênero de roedores da família Dipodidae.

## Espécies
- Zapus hudsonius (Zimmermann, 1780)
- Zapus princeps J. A. Allen, 1893
- Zapus trinotatus Rhoads, 1895